# Rhopalothrix diadema
Rhopalothrix diadema är en myrart som beskrevs av Brown och Kempf 1960. Rhopalothrix diadema ingår i släktet Rhopalothrix och familjen myror. Inga underarter finns listade i Catalogue of Life.